# Vladislav Baboglo
Vladislav Baboglo (ukr. Владислав Віталійович Бабогло, trb. Władysław Witalijowycz Babohło; ur. 14 listopada 1998 w Copceac) – ukraińsko-mołdawski (etnicznie gagauski) piłkarz grający na pozycji obrońcy w ukraińskim klubie Karpaty Lwów oraz w reprezentacji Mołdawii.

## Kariera

### Klubowa
Vladislav Baboglo przygodę z piłką nożną rozpoczął w wieku 5 lat w akademii piłkarskiej ukraińskiego klubu Czornomoreć Odessa.
W 2017 roku został piłkarzem FK Ołeksandrija. W barwach tego klubu zadebiutował 17 lutego 2018 roku w przegranym 0:2 meczu przeciwko Stali Kamieńskie. Jego statystyki w FK Ołeksandrija przedstawiają się następująco:
| Klub            | Miasto      | Debiut                                             | Sukcesy | Mecze w międzynarodowych pucharach                                                  |
| --------------- | ----------- | -------------------------------------------------- | ------- | ----------------------------------------------------------------------------------- |
| FK Ołeksandrija | Aleksandria | 17 lutego 2018 Stal Kamieńskie 2:0 FK Ołeksandrija | –       | AS Saint-Étienne 1:1 FK Ołeksandrija 0:1 VfL Wolfsburg KAA Gent 2:1 FK Ołeksandrija |

30 sierpnia 2023 roku przeszedł za 585 tysięcy euro do Karpat Lwów, z którymi związał się kontraktem trwającym do maja 2025 roku.

### Reprezentacyjna
W maju 2013 roku Baboglo wystąpił z reprezentacją Ukrainy U-17 na międzynarodowym turnieju „Puchar Rozwoju” w Mińsku. W latach 2019–2020 grał natomiast w reprezentacji Ukrainy U-21, dla której rozegrał siedem meczów i strzelił jednego gola – w listopadzie 2020 roku w wygranym 3:0 meczu eliminacji Mistrzostw Europy U-21 2021 z Irlandią Północną. 
15 marca 2023 roku otrzymał powołanie do seniorskiej reprezentacji Mołdawii. Zadebiutował w niej 17 czerwca 2023 roku w meczu z Albanią w ramach eliminacji grupy E do Mistrzostw Europy 2024. 20 czerwca 2023 roku zagrał w kolejnym meczu eliminacyjnym – z Polską, w którym zdobył swojego pierwszego gola dla reprezentacji Mołdawii, dzięki któremu reprezentacja wygrała mecz wynikiem 3:2.

## Statystyki

### Klubowe[6]
(stan na 21 czerwca 2023)
| Klub            | Sezon   | Liga         | Liga  | Liga   | Puchar krajowy | Puchar krajowy | Kontynentalne | Kontynentalne | Suma  | Suma   |
| Klub            | Sezon   | Liga         | Mecze | Bramki | Mecze          | Bramki         | Mecze         | Bramki        | Mecze | Bramki |
| --------------- | ------- | ------------ | ----- | ------ | -------------- | -------------- | ------------- | ------------- | ----- | ------ |
| FK Ołeksandrija | 2017/18 | Premier Liha | 3     | 0      | 0              | 0              | –             | –             | 3     | 0      |
| FK Ołeksandrija | 2018/19 | Premier Liha | 12    | 1      | 1              | 0              | –             | –             | 12    | 1      |
| FK Ołeksandrija | 2019/20 | Premier Liha | 18    | 2      | 1              | 0              | 3             | 0             | 22    | 2      |
| FK Ołeksandrija | 2020/21 | Premier Liha | 21    | 1      | 3              | 0              | –             | –             | 24    | 1      |
| FK Ołeksandrija | 2021/22 | Premier Liha | 16    | 2      | 1              | 0              | –             | –             | 17    | 2      |
| FK Ołeksandrija | 2022/23 | Premier Liha | 27    | 0      | 0              | 0              | –             | –             | 27    | 0      |
| FK Ołeksandrija | Łącznie | Łącznie      | 97    | 6      | 6              | 0              | 3             | 0             | 106   | 6      |

### Reprezentacyjne
| Występy i gole w reprezentacji | Występy i gole w reprezentacji | Występy i gole w reprezentacji | Występy i gole w reprezentacji | Występy i gole w reprezentacji | Występy i gole w reprezentacji | Występy i gole w reprezentacji | Występy i gole w reprezentacji | Występy i gole w reprezentacji    |
| Lp.                            | Data                           | Miasto                         | Przeciwnik                     | Wynik                          | Czas                           | Gole                           | Inne                           | Rozgrywki                         |
| ------------------------------ | ------------------------------ | ------------------------------ | ------------------------------ | ------------------------------ | ------------------------------ | ------------------------------ | ------------------------------ | --------------------------------- |
| 1.                             | 17.06.2023                     | Tirana                         | Albania                        | 0:2 (0:0)                      | 1'–73'                         |                                | 69'                            | Eliminacje Mistrzostw Europy 2024 |
| 2.                             | 20.06.2023                     | Kiszyniów                      | Polska                         | 3:2 (0:2)                      | 1'–90'                         | 1                              | 51'                            | Eliminacje Mistrzostw Europy 2024 |

## Życie prywatne
Urodził się w 1998 roku w mołdawskiej wsi Copceac, leżącej w regionie autonomicznym Gagauzja. Gdy miał cztery lata wraz z rodziną przeniósł się do Odessy na Ukrainie.